# Keena Rothhammer
Keena Ruth Rothhammer (Little Rock (Arkansas), 27 februari 1957) is een Amerikaans zwemster.

## Biografie
Tijdens de Olympische Zomerspelen van 1972 kwam Rothhammer uit op drie omderdelen. Op de 800m vrije kwalificeerde zij zich als derde Amerikaanse maar ging er met het goud van door in een wereldrecord, op de 200m vrije slag won zij de bronzen medaille.
Rothhammer nam deel aan de eerste wereldkampioenschappen in 1973, werd zij wereldkampioen op de 200m vrije slag en won de zilveren medaille op de 400m veije slag.
In 1973 beëindigde zij haar zwemcarrière.

## Internationale toernooien
| Jaar | Olympische Spelen                                      | Wereldkampioenschappen                                                                   |
| ---- | ------------------------------------------------------ | ---------------------------------------------------------------------------------------- |
| 1972 | 200m vrije slag · 6e 400m vrije slag · 800m vrije slag |                                                                                          |
| 1973 |                                                        | 200m vrije slag · 400m vrije slag · 5e 800m vrije slag · (2e) 4x100m vrije slag (series) |

1968: Debbie Meyer ·
1972: Keena Rothhammer ·
1976: Petra Thümer ·
1980: Michelle Ford ·
1984: Tiffany Cohen ·
1988: Janet Evans ·
1992: Janet Evans ·
1996: Brooke Bennett ·
2000: Brooke Bennett ·
2004: Ai Shibata ·
2008: Rebecca Adlington ·
2012: Katie Ledecky ·
2016: Katie Ledecky ·
2020: Katie Ledecky